# 釜中与四一
釜中 与四一（かまなか よしかず、1937年 – 2012年6月2日）は、日本の政治家。自由民主党所属。大阪府議会議員 (7期)、大阪府議会議長 (98代)、堺市議会議員を歴任。旭日中綬章受章。正五位受位。

## 来歴
- 堺市議会議員を2期務める[2]。
- 1991年4月 大阪府議会議員選挙 堺市選挙区 (定数11) で4位当選[3]。
- 1995年4月 大阪府議会議員選挙 堺市選挙区 (定数11) で5位当選[3]
- 1999年4月 大阪府議会議員選挙 堺市選挙区 (定数10) で6位当選[3]。2002年5月から1年間、永見弘武副議長とともに第98代大阪府議会議長[1]。
- 2003年4月 大阪府議会議員選挙 堺市選挙区 (定数10) で3位当選[4]。
- 2007年4月 大阪府議会議員選挙 堺市西区選挙区 (定数2) で2位当選[5]。2010年11月 後継に秘書の釜中優次を指名し、当期限りで政治家を引退[2]。

## 栄典
- 2012年6月 叙勲で旭日中綬章を受章し、正五位を叙位された[6]